# Dębinka (dopływ Nysy Kłodzkiej)
Dębinka (niem. Kohlnige) – potok, prawobrzeżny dopływ Nysy Kłodzkiej. Jego źródła znajdują się na terenie Wojciechowic. Wypływa w Grzbiecie Wschodnim Gór Bardzkich, z zachodniego zbocza Mysiej Góry (Myszaka), na wysokości około 470 m n.p.m., w lesie świerkowym. Następnie niżej w pobliżu Przełęczy Bardzkiej wcina się w głęboką dolinkę, której północno-zachodnie zbocze nosiło również nazwę Węglówka (niem. Kohlnige – stąd wywodziła się dawna nazwa tego potoku). Przepływając dalej na pograniczu Jurandowa (Goszyc) i Boguszyna zmierza do swojego ujścia do Nysy Kłodzkiej, które znajduje się na wysokości 290 m n.p.m., w pobliżu wiaduktu (Estakada Doliny Nysy Kłodzkiej) na drodze krajowej nr 8.
Długość Dębinki wynosi około 5,7 km i prawie na całej swojej długości płynie ona wśród użytków rolnych, ale jej dolinka jest gdzieniegdzie zakrzewiona.
Po przejęciu ziemi kłodzkiej przez polską administrację po zakończeniu II wojny światowej potok nosił kolejno nazwy: Węglówka, Sokołowiec, a obecnie Dębinka. Nazwa potoku nie występuje w zestawieniu PRNG.